# Мистецький павільйон «Цвета Зузорич»
Мистецький павільйон «Цвета Зузорич» (серб. Павиљон Цвијета Зузорић) — мистецька галерея в Белграді, розташована в парку Калемегдан.
Збудований в 1928 році Белградським товариством любителів мистецтв за проектом архітектора Браніслава Коїча (серб. Бранислав Којић). Має виставкові та концертний зали.
До Другої світової війни це була єдина виставкова галерея в Белграді, де відбулись всі виставках місцевого та зарубіжного мистецтва.
В 1973 році галереї присвоєно статус пам'ятки культури.

## Галерея

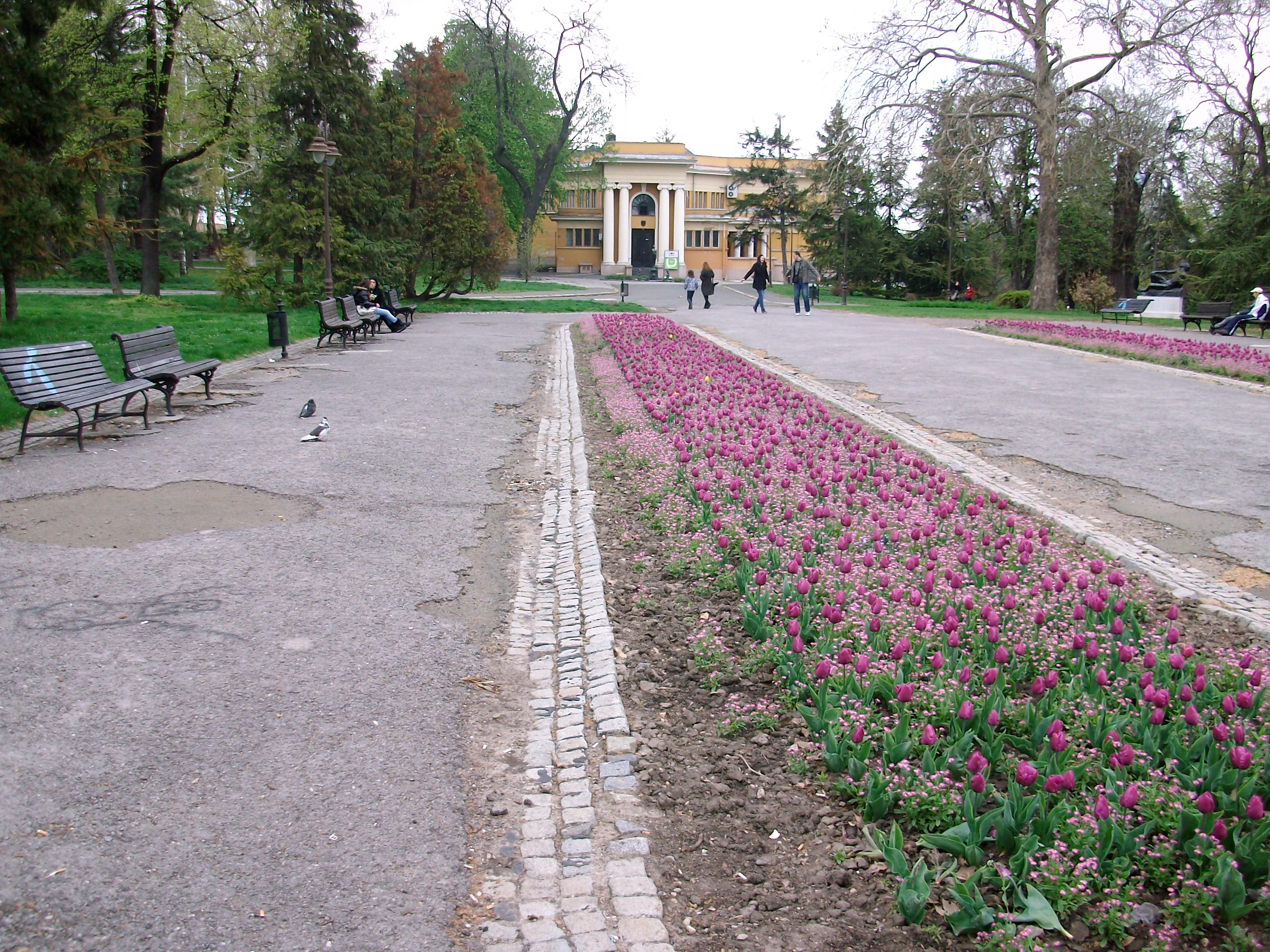
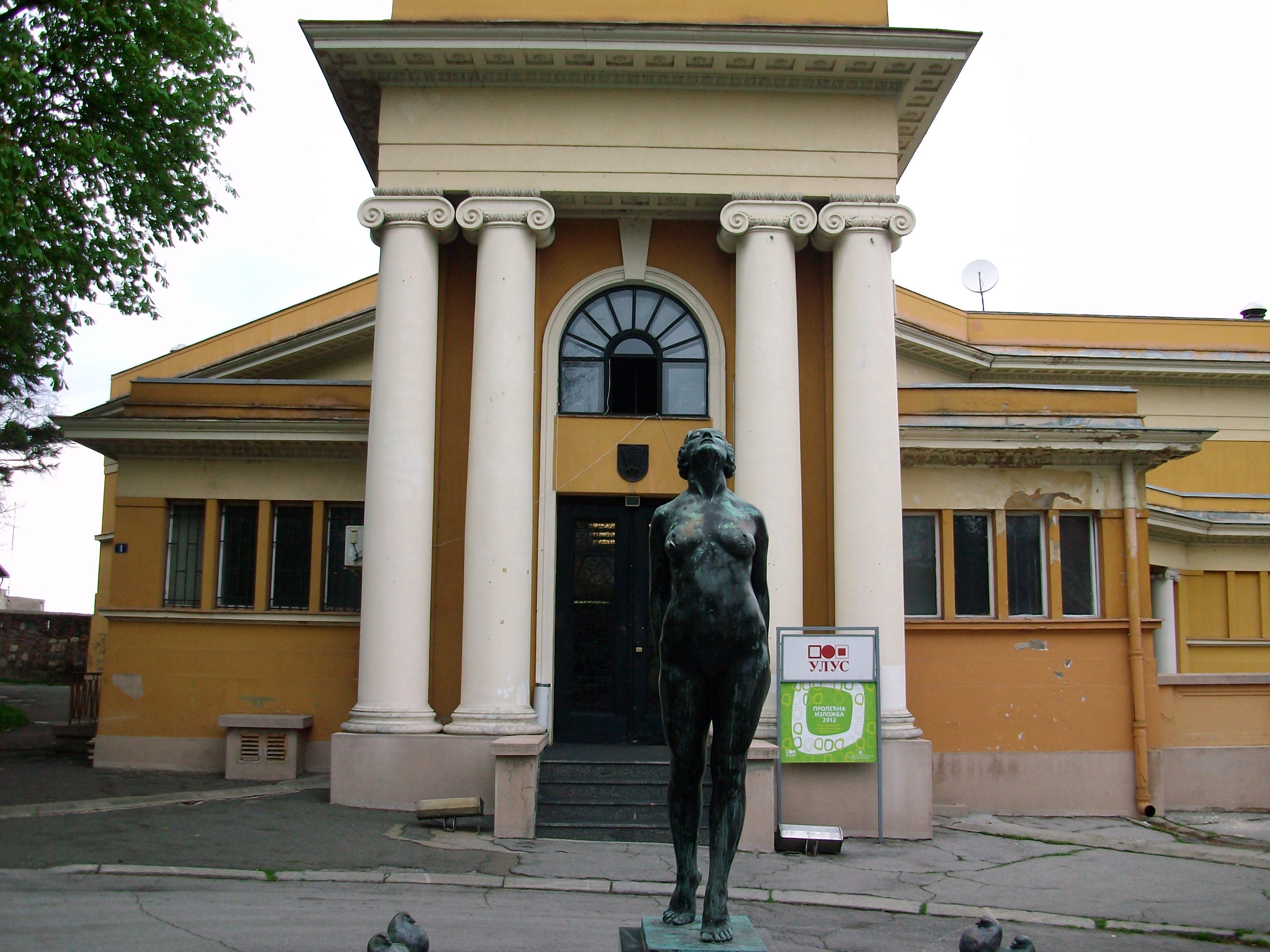